# Ferney-Voltaire
Ferney-Voltaire er en fransk kommune i departementet Ain i regionen Auvergne-Rhône-Alpes i det sydøstlige Frankrig. Kommunen ligger mellem Jurabjergene og den schweiziske grænse og er i dag en del af byområdet omkring Geneve. Kommunen havde i 2017 en befolkning på 9.766.
Byen hed oprindelig Ferney. Voltaire tog ophold i byen efter den franske revolution, og byen skiftede i 1791 navn til det nuværende.
46°15′21″N 6°06′29″Ø / 46.2558°N 6.1081°Ø